# النوع الاجتماعي والأمن الغذائي

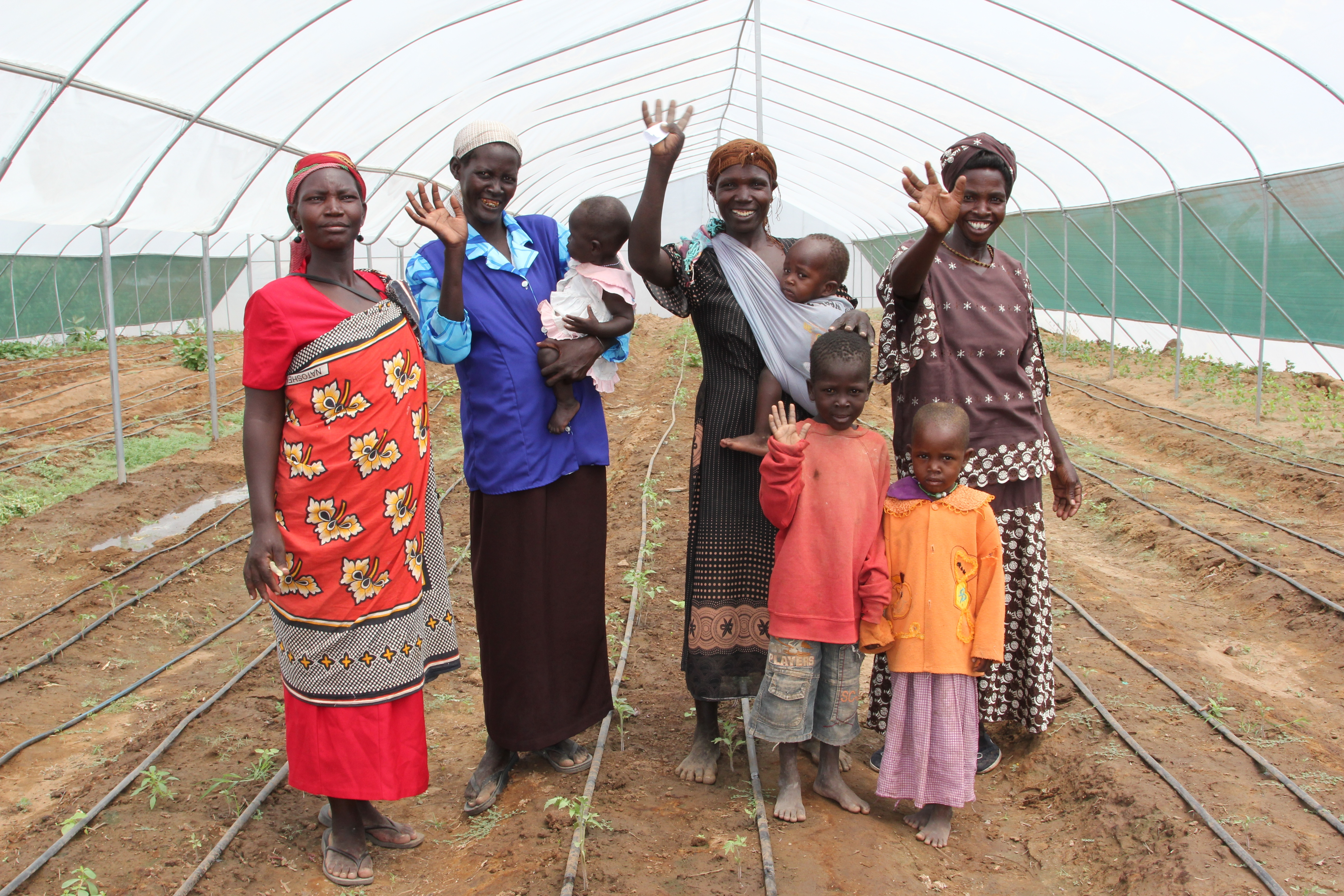
مزارعات من كينيا

إن اللامساواة بين الجنسين هو ما يؤدي إلى انعدام الأمن الغذائي والنتيجة المباشرة له. ووفقاً للتقديرات، فتصل نسبة النساء والفتيات من المجاعة المزمنة بالعالم إلى 60%، كما أحرز بعض التقدم من أجل ضمان المساواة في حصول المرأة على الحق في الغذاء والوارد في اتفاقية القضاء على جميع أشكال التمييز ضد المرأة. كما تواجه المرأة التمييز في الحصول على فرص التعليم والوظائف على حد سواء فضلاً عما تواجه داخل الأسرة، حيث تقل قدرتها التفاوضية. ومن ناحية أخرى، فتكمن أهمية المساواة الجنسانية في إنهاء سوء التغذية والجوع. فغالباً ما تتولى النساء مسئولية إعداد الطعام ورعاية الطفل داخل الأسرة كما تتزايد لديهن إمكانية إنفاق دخلهن على الطعام واحتياجات أطفالهن. وتتضح السمات التي ترتبط بالنوع للأمن الغذائي من خلال الركائز الأربع المتعلقة به وهم توافر الغذاء وإمكانية الحصول على الغذاء ومدى الاستفادة والاستقرار وذلك وفق ما حددته منظمة الأغذية والزراعة للأمم المتحدة.

## توافر الغذاء
وقد تم تعريف ما يقصد بتوافر الغذاء وفق مؤتمر القمة العالمي للأغذية لعام 1996، وهو كميات من الأغذية الكافية والمتاحة بشكل ثابت. وتضطلع النساء بدور مهم في إنتاج الطعام ومعالجته وتوزيعه وتسويقه. فهن يشتغلن بزراعة الكفاف وعادة ما يعملن كمساعدات أسرة، كما يمثلن ما يقرب من 45% من القوة العاملة الزراعية بالبلدان النامية وتتراوح نسبتهن بين 20% بأمريكا اللاتينية إلى 50% في شرق وجنوب آسيا فضلاً عن أفريقيا جنوبي الصحراء ومع ذلك فتواجه النساء التمييز في الحصول على الأرض والائتمان والوسائل التكنولوجية والتمويل والخدمات الأخرى. وتشير الدراسات التجريبية إلى أنه إذا توافر لدى النساء إمكانية الحصول على الموارد الانتاجية المشابهة للرجال، سيتمكن النساء من تعزيز دخولهن بنحو 20% إلى 30% وهو ما سيزيد من الإنتاج الزراعي الإجمالي في البلدان النامية بنسبة 2,5 إلى 4%. وفي حين أن هذه تقديرات تقريبية، إلا أنه من غير الممكن تجاهل التأثير الإيجابي الكبير لتضييق فجوة النوع الاجتماعي المتعلقة بالإنتاجية الزراعية.

### إمكانية الحصول على أراضي
تنحصر قدرة النساء في أغلب البلدان النامية على امتلاك الأراضي أو إرثها. وتظهر الأبحاث الصادرة عن مشروع  حيازة المرأة الإفريقية للأراضي أن التقاليد والأعراف الثقافية قد استبعدتهن من الحصول على ملكيتهن للأراضي على أرض الواقع وذلك في البلدان المسموح بها امتلاك الأراضي وفق القانون مثل أوغندا. وتمتلك المرأة عالمياً، ما يقل عن 20% من الأرض الزراعية وفي معظم البلدان النامية إجمالاً، فيتحدد استخدام المرأة للأرض وفق حقوق الزراعة المؤقتة والتي يخصصها زوجها وفي المقابل فهي تتولى توفير الغذاء والبضائع الأخرى للأسرة. كما لا يمكنها تمرير الأرض لورثتها أو تكلفيها بإدارة الأمور الخاصة بالأرض في حال وفاة زوجها وتؤول ملكية الأرض مباشرة إلى عائلة زوجها أو أيٍ من الأطفال الذكور من الزوجين. وتذكر بينا أغروال إحدى الأخصائيات في التنمية الاقتصادية والتي تعرف بعملها على حقوق ملكية النساء، أن أهم العوامل التي تؤثر في وضع المرأة هي فجوة النوع الاجتماعي في التحكم في الملكية. وتدعي أغروال أنه في حالات كثيرة، تطالب النساء الريفيات بحقوقهن في حيازة الأراضي إلا أنها تأكد أيضاً على وجود بعض الحالات اللائي لا تستطيعن التعريف بحقوق ملكية الأراضي كمشكلة رئيسية. وتعارض سيسيل جاكسون من ناحية أخرى، ما تدعيه أغروال على أساس أهمية التركيز على مسألة ملكية الأراضي وفق النوع الاجتماعي بدلاً من التعامل مع مسائل ملكية الأراضي طبقاً لحقوق المرأة في الحيازة كما تذكر أغروال. وتتطلب قضايا امتلاك الأراضي وفق النوع الاجتماعي إجراء المزيد من الأبحاث في مجال علم الأعراق ذات الصلة بالعلاقات الاجتماعية عن ملكية الأراضي.     تؤدي خصخصة الأراضي بشكل متزايد إلى إنهاء أراضي المشاع، ومن ثم تجد النساء النساء أنفسهن غير قادرات على استخدام أي قطعة أرض لم تُمنح لهن من عائلتهن، وهو ما يجعل غير المتزوجات أو الأرامل مستضعفات. ولا يزال توجد الكثير من النساء التي تواجهن العقبات القانونية عند محاولتهن حيازة أراضي عن طريق الميراث أو الأسواق. ومن أجل إعادة تنظيم المجتمعات فيما بعد حقبة الاستعمار، فقد اشتركت دول الجنوب إفريقي النامية في برامج إعادة توزيع الأراضي وإعادة التوطين والتي تتنوع بين إبرام عقد إيجار مؤقت إلى حقوق ملكية دائمة. حتى في الحالات التي لا يوجد فيها تحيز على أساس النوع الاجتماعي في سياسة توزيع الأراضي بشكل رسمي، إلا أن الأعراف الاجتماعية تسمح بتفضيل الأسر التي يعولها ذكور والذكور بمفردهم على الأسر التي تعولها إناث ونساء بمفردهن.    

### تقسيم العمالة غير المدفوعة والقيود الزمنية
وفي المجتمعات الريفية تحديداً، عادة ما يتقيد وقت المرأة في أعمال الزراعة نتيجة للاتزامها بمهام أخرى مثل الحصول على المياه والأخشاب وإعداد الوجبات لعائلاتهن فضلاً عن نظافة المنزل والاعتناء بالأطفال والماشية، ففي بلاد مثل غانا وتنزانيا وزامبيا تستنفد النساء معظم طاقتهن على أنشطة حمل الأوزان ويشمل ذلك نقل الحطب والمياه والغلال لأغراض الطحن.
عُرف تقسيم العمالة وفق النوع الاجتماعي في الزراعة لخلق ديناميات القوى الأسرية والمسؤوليات غير المتساوية والفوائد من الزراعة.

### الدخول إلى السوق
تعيق القيود على التنقل والوقت وانقسامات العمالة وفق النوع الاجتماعي  والأعراف الثقافية والاجتماعية إمكانية وصول المرأة إلى الأسواق. غالبا ما تنخرط المرأة في إنتاج محاصيل الكفاف المعيشي وهو ما يقلل من فرصهن في الاستفادة من تحقيق الدخل السوقي وبالرغم من ذلك فقد يكون الاستهلاك الذاتي أيضاً أحد الخيارات الواعية. عادة ما يكون للمرأة داخل الأسرة سلطة ضئيلة في اتخاذ القرار وذلك في الأمور المتعلقة بأنشطة التسويق والبيع فضلاً عن إنفاق الأموال المكتسبة، على الرغم من مشاركتهن بقدر كبير من وقتهن في عملية الإنتاج. على سبيل المثال، في بعض المناطق بالهند، يتعين على النساء أخذ الإذن من أزواجهن لمتابعة الأنشطة السوقية. وتقدم المشاركة في الأسواق فرص مثل تجارة الزراعة العضوية وقد استفادت تجمعات النساء اللائي لا يمتلكن أراضي إيرادات بيع الموز والخضروات بالأسواق المحلية لتعويض العجز بأجورهن في مزارع البن. ولكن الاعتماد على الأسواق أيضاً يزيد من التعرض لتقلبات السوق الدولية في حين أن النساء المزارعات من أصحاب المزارع الصغيرة في الأساس ولا يمتلكن القدرة عادة على تحقيق الربح من فرص التصدير. ففي الفلبين، شعرت مزارعات البطاطس بالآثار السلبية نتيجة اندماج السوق العالمي، عندما أدت البطاطس المستوردة إلى تخفيض أسعار السوق إلى النصف.

### إمكانية الوصول إلى التكنولوجيا والتدريب والبنية التحتية
إن دور المرأة القائم على التصنيف بين الجنسين يعيق من إمكانيتها للوصول إلى التكنولوجيا والتدريب الزراعي والبنية التحتية الريفية. ويتمحور نجاح المرأة في قضية الأمن الغذائي في معظم البلدان حول إمكانيتهن في الحصول على موارد متساوية مثل الرجال كما هو وارد في القطاعات آنفة الذكر. وقد نتجت محدودية وصول المرأة إلى التكنولوجيا عن الإخفاق في مناقشة القيود المفروضة على وقت المرأة فيما يتعلق بمشاركتها بالأنشطة الزراعية. وفضلاً عن ذلك يهمش التدريب الزراعي المرأة حيث ينظر لهن على أنهن زواجات مزارعين وليسن مزارعات. وتتضمن البنية التحتية الريفية النقل والطاقة وتكنولوجيا المعلومات والاتصالات. وتخفف إمكانية وصول المرأة إلى البنية التحتية الأعباء التي تقع على كاهلهن في تحمل الأنشطة الزراعية والمنزلية إضافة إلى تحفيزهن على المشاركة في الزراعة إلا أن تخصيص خدمات البنية التحتية أعاقت المرأة والأطفال الريفين من التهرب من براثن الفقر التي تحد من قدرتهن على إنتاج الغذاء لأنفسهن وللسوق بشكل مستدام. ويكتب مركز القيادة العالمية النسائية «أدت سياسات تحرير التجارة إلى زيادة أعباء عملهن وقوضت حقوقهن في الحصول على الغذاء.»           

### إمكانية الوصول إلى الموارد المالية
تُوجه معظم الخدمات المالية بالمناطق الريفية نحو الأسر المعيشية وعادة ما يتلقى الذكور الائتمان الريفي والتأمين عن طريق هيئات التنمية. كما تنشأ مشكلة أخرى وهي عدم تشغيل النساء إلا كمساعدات دون إعطائهن أي سلطة أساسية في اتخاذ القرارات داخل العائلات الريفية، بدلاً من اعتبارهن أصحاب أعمال يتمتعن بإمكانية الحصول على الائتمان الريفي. وتعيق التشريعات والأعراف المحلية وصول المرأة إلى الأصول والتحكم بها على حد سواء والتي قد تعتبر ضمان مثل الأرض أو الماشية من الهيئات المُقرضة. كما تقل إمكانية المرأة على حيازة الأرض، حتى إذا كانت مملوكة لعائلتهن وتقل احتمالية سيطرتهن على الأرض حتى وإن كانت في حيازتهن رسمياً. وعلاوة على ذلك، فحيث أنه يوجد تحيز في السيطرة على الأصول، فعادة ما تكون الماشية وهي مرتفعة القيمة، في حيازة الرجال بينما تمتلك غالبية النساء الحيوانات منخفضة القيمة مثل الدواجن. ويعمل مثل هذا النظام ضد المرأة حيث لا يوفر إلا القليل من الأمان وهو ما تقدمه ماشيتهن منخفضة القيمة ويثبت مدى خطورته كعائق يحول دون حصول المرأة على الائتمان نظراً لنقص الأمان. وتعد مستويات المعرفة المتدنية بالقراءة والكتابة بين النساء من بين القيود الأخرى التي تعيق قدرتهن على التواصل وفهم المعلومات المكتوبة والذي بدوره يحد من قدرتهن على فهم طبيعة المنتجات المالية المعقدة التي يتم طرحها أمامهن.           

## إمكانية الوصول إلى الغذاء
حدد مؤتمر القمة العالمي للأغذية عام 1996 إمكانية الحصول على الغذاء وذلك من خلال «تناول الموارد الكافية للحصول على الغذاء الملائم لإشباع الجسم بالوجبات المغذية.» ويمكن تحليلها على المستوى المحلي عن طريق إمكانية وصول الدولة إلى السوق العالمي وعلى المستوى الأسر المعيشية عن طريق قدرة أفراد الأسرة على إنتاج غذائهم أو شرائه من المتجر، كما يظهر ذلك على مستوى الأفراد من خلال قدرتهم على تلبية احتياجاتهم الغذائية. وقد أجريت معظم الأبحاث عن العلاقة بين النوع الاجتماعي وإمكانية الوصول إلى الغذاء على مستوى الأسر المعيشية ووفق إدراك الفرق بين الجنسين من وجهة نظر نسائية.

### إمكانية وصول النساء والأسر المعيشية إلى الغذاء
يرتبط حصول المرأة على الطعام ارتباطاً وثيقاً بإمكانية الأسر المعيشية في الحصول على طعامها حيث أنهن عادة ما يكونن مسؤولات عن توفير الغذاء بالأسر. كما تستطيع النساء الوصول إلى الطعام عن طريق إنتاجه وفق استهلاكهم أو شرائه من إيراد الدخل. عادة ما يولد الدخل من أنشطة المشاركة في السوق أو عن طريق آليات إعادة توزيع في صورة تدابير حكومية تتعلق بالحماية الاجتماعية أو بالتضامن المجتمعي. وتشير العديد من الدراسات التي أجريت أثناء ثمانينات القرن الماضي أن النساء عادة ما تنفق نسبة من دخلهن على الغذاء ورعاية الأطفال صحياً تفوق ما ينفقه الرجال. على سبيل المثال، توصلت إحدى الدراسات في كوت ديفوار أن الرجال يحتاجوا إلى أحد عشر ضعف الدخل الذي تتقاضاه النساء لتحسين مستوى تغذية الأطفال حتى يتشابه مع نفس مستوى الذي تحققه النساء. كما أثبتت أحد الدراسات الأخرى أنه عادة ما تنجح الأسر التي تعولها نساء فقيرات في توفير المزيد من الأغذية المفيدة لأطفالهن مقارنة بالأسر التي تعولها رجال. وتوضح الدراسات هذا الاختلاف في إنفاق الدخل بين الرجال والنساء من خلال الكثير من الفرضيات ومن ضمنها فرض الأعراف الاجتماعية والثقافية على المرأة من بين أفراد الأسرة،  ضمان إمدادات الطعام الكافية. وعندما أجرت إحدى الدراسات مقابلة مع أشخاص يعيشون بالقرب من بحيرة فيكتوريا، عادة ماتعتبر النساء أطفالهن أحد المصادر الأولى أو الثانية الكبرى في استهلاك النفقات في حين لا يعتبرها الرجال كذلك. وتوجد فرضية أخرى وهي أن النساء قد تفضل إنفاق المزيد على احتياجات أطفالهن اليومية حيث أنهن يقضين الكثير من الوقت معهم. والفرضية الأخرى هي أن اختلاف تدفق دخل النساء عن الرجال يؤدي إلى اختلاف تكاليف المعاملات. وعادة ما يسهم الرجال وفق إحدى الدراسات، في دفع مبلغ كبير مرة واحدة بينما تشارك النساء يومياً في النفقات اليومية للأسرة.     

### القيود المفروضة على إمكانية الحصول على الغذاء
قد تُقيد إمكانية حصول المرأة على الطعام من الناحية البدنية أو بصورة متكررة من الناحية الاقتصادية  نظراً للتمييز ضد دور المرأة. وقد يخلق التمييز ضد دور المرأة كذلك قيود اجتماعية ثقافية في حصولها على الغذاء. وترتبط هذه القيود ببعضها البعض، فعلى سبيل المثال، قد تحد الأعراف الاجتماعية الثقافية تحرك النساء وهو ما سيفرض القيود المادية التي تعيق مشاركة المرأة في السوق وبالتالي تدهور إمكانيتهن الاقتصادية في الوصول إلى الغذاء.

#### الإمكانية البدنية في الحصول على الغذاء
تصنف النساء نظراً للتقسيم القائم على النوع في عمل المنزل ووفق الأعراف الاجتماعية، إلى أنهن قليلات الحركة ومقيدات الوقت بدرجة كبيرة. ولا تقتصر مسؤولية النساء على رعاية الأطفال فحسب، بل تشمل الأنشطة المنزلية المستهلكة للوقت أيضاً، بينما لا تتجاوز مسؤولية الرجال عموماً توليد الدخل. ففي أفريقيا جنوبي الصحراء الكبرى، تقضي النساء وقتاً طويلاً في نقل الإمدادت الخاصة بالاستخدامات المنزلية مثل الحطب والمياه فضلاً عن السفر بين المنزل والحقل لأداء المهام المنزلية.

#### الإمكانية الاقتصادية في الحصول على الغذاء
تقل سلطة النساء في اتخاذ القرار داخل الأسرة. وعلاوة على ذلك، فتقل فرصها في المشاركة بالسوق في أنشطة توليد الدخل. أظهرت إحدى التحليلات عن التدابير المتخذه لمكافحة الفقر بالأماكن الريفية بغانا وبنجلاديش أن المزيد من الأفراد بداخل الأسر التي تعولها نساء تحت خط الفقر. إن الوضع المتدني للمرأة داخل وخارج الأسرة متداخل حيث لو لم تحصل النساء على بدائل مُحسنة من الناحية الاقتصادية للبقاء مع أزواجهن، سيكون من المستبعد وجود رأي خاص بها أمام زوجها.
السيطرة المحدودة على الموارد داخل الأسرة – تمتلك النساء استقلال اقتصادي ضعيف داخل الأسرة حيث لا يحصلن إلا على مبالغ مالية ضئيلة من دخل الأسرة مقارنة بالرجال. أظهرت دراسة بإحدى قرى بحيرة فيكتوريا لصيد الأسماك أن الرجال لا يكشفوا عن ما يتقاضونه من دخول للنساء، في حين أنهم يتوقعوا منهن الكشف عن أجورهن. وقد أجبر العديد من النساء إلى إخفاء دخولهن، إذا حصلن عليه من أجل تفادي أخذ الأزواج كافة المساعدات المالية ووضعها ضمن احتياجات الأسرة. وبعيداً عن الموارد المادية، قد يقع وقت المرأة الخاص بها تحت وطأة أفراد الأسرة الآخرون. وتعد برده وهي عادة من عادات الانعزال لدى النساء في بعض البلدان، إحدى الحالات الاستثنائية على عدم قدرة النساء السيطرة على طريقة قضاء أوقاتهن.          محدودية الحصول على فرص التعليم –  تتحدد إمكانية حصول المرأة على فرص تعليمية فغالباً ما تحصل على مستوى تعليمي منخفض مقارنة بتعليم الرجال، وهو ما يترتب عليه المزيد من الصعوبات في الحصول على أجر عمالة رسمي. كما توصلت إحدى الدراسات في كامبالا أن معظم النساء العاملات بالزراعة الحضرية لم يحصلن إلا على مرحلة التعليم الابتدائي أو على أي من المستويات التعليمية حيث يحدد ذلك طبيعة عملهم لاحقاً، ويشارك القليل منهم في القطاع الرسمي والكثيرات منهن ربات منزل أو يزرعن في الحدائق الخلفية أو يبيعون مواد غذائية على جانبي الطرق.
فرص توظيفيه محدودة -  تتحدد إمكانية حصول النساء على فرص التوظيف. فعندما تعمل المرأة بشكل ذاتي في فلاحة الكفاف وتلبي احتياجات الأسرة المعيشية، فلا يتم اعتبار هذه الجهود من الأنشطة الاقتصادية بالسوق. وعند توظيفهن داخل مزرعة أو خارجها، فمن الأرجح تصنيفهن ضمن فئات التشغيل والعمل المهمشة في ظروف غير ملائمة ويرحع ذلك لحصولهن على خيارات قليلة في سوق التوظيف. وبالتالي، فقد لا تمتلكن الدخل الكافي لشراء الطعام.
قلة الاستثمار في الفتيات – تؤدي القيود التي تواجهها المرأة في السوق إلى قصور الاستثمار في الفتيات من الآباء ما يجعل الأمر كالدائرة المفرغة. ومن الممكن أن يوجد لدى الآباء القليل من الحافز من أجل تعليم الفتيات بسبب ضعف إمكانيتهن، وذلك إلى أن يستفدن من فرص توظيف الفتيات.

#### الإمكانية الاجتماعية الثقافية في الحصول على الغذاء
عادة ما تملي العادات والتقاليد الثقافية أدوار مختلفة ومزايا وخيارات حياتية للنساء والرجال وتحديداً لصالح الأخير. وقد توصلت إحدى الدراسات في إثيوبيا حيث واجهت الفتيات تمييز عنصري على مر التاريخ كنا عرضة بشكل متزايد لانعدام الأمن الغذائي مقارنة بالفتيان ويرجع ذلك إلى أنه عند حدوث أزمة غذائية بإحدى الأسر، يوفر الأفراد الكبار من الأسرة الحماية من نقص الغذاء للصغار بشكل تمييزي ضد الفتيات.

## مدى الاستفادة
تفترض نماذج صنع القرارات الأسرية أن الأسرة وحدة متجانسة بحيث تستخدم وظائف نفعية مشتركة، والتي يتقاسم أفرادها كميات متشابهة من الحصول على الموارد المنزلية واستخدامها وتشمل الغذاء. وعلى الرغم من ذلك، فهذه النماذج لا يمكنها إيضاح القوى المحركة التي تؤثر في تخصيص الموارد داخل الأسرة الواحدة وآثارها على التوزيع بين أفراد الأسرة.
يوجد عدد هائل من الدراسات التجريبية والنظرية التي تدحض نظرية بيكر المتعلقة بوظائف النفعية المشتركة للعائلة الإيثارية كما تظهر نظرية سين بشأن التفاوضية داخل الأسرة المعيشية عدم المساواة في عملية صنع القرار فيما بين أفراد الأسرة المعيشية المختلفة ومدى تأثير ذلك في توزيع الموارد.

### دراسات الحالة
تُظهر دراسات الحالة التجريبية الحديثة أن تخصيص الطعام في بعض الأحيان يتم توزيعه بشكل تمييزي على بعض أفراد الأسرة وفقاً للعمر والجنس والصحة أو إنتاجية العمل دون أن يستفيد كافة أفراد الأسرة منه.      

#### الاختلافات في استفادة النساء من الطعام داخل الأسر متعددة الزوجات في بوركينا فاسو
ينتشر حجم عدم المساواة انتشاراً كبيراً في إفريقيا جنوب الصحراء الكبرى حيث يكون الذكور مسئولون عن اتخاذ القرارات داخل الأسر الكبيرة التي يشيع بها تعدد الزوجات بشكل كبير. وفي الأغلب، تعمل النساء في الأراضي الصغيرة لتوفير الطعام لأنفسهن وأطفالهن. ووفقاً لأحد الأبحاث التي أجريت في بوركينا فاسو، فإن النساء اللائي يعشن في أسر متعددة الزيجات كانت تعانين من انعدام الأمن الغذائي إلى حد كبير مقارنة بنظرائهن داخل الأسر أحادية الزواج في حالات ندرة الطعام.
كما تظهر الأبحاث نفسها أثر ترتيب النساء ضمن الأسر متعددة الزوجات من ناحية الأمن الغذائي وتشير إلى أن الزوجة الأخيرة في هذه الأسر يتوافر لها في أوقات الرخاء المزيد من الأمن الغذائي نظراً لعلاقتها الوثيقة نسبياً بعائل الأسرة. وعلى الرغم من ذلك، فتتحول هذه الميزة إلى عيب لقله إمكانيتها في الحصول على أرض صالحة للزراعة وعدم قدرتها نسبياً في تأسيس شبكة دعم، وذلك بخلاف النساء الأقدم داخل نفس الأسرة والتي قد تسمح لها هذه الميزة بتوافر الطعام عند مواجهة الأسر انعدام الأمن الغذائي.

#### تحيز حماية الصغار ضد الفتيات في إثيوبيا
تشير معظم الدراسات التي تركز على تخصيص الموارد داخل الأسر المعيشية أن أفراد الأسر المعيشية الصغيرة يتم توفير الحماية لها في حالة انعدام الأمن الغذائي عن طريق الأفراد الكبار. ولا تتطرق هذه الدراسات على الرغم من ذلك، سواء أكانت تجارب حمايتهم من نقص الأغذية متحيزة لجنس ضد الآخر أم لا.
وقد لاحظ هادلي وآخرون «فرضية الحماية من نقص الأغذية» في مدينة جيما وإثيوبيا حيث يتنازل أفراد الأسرة الكبار عن بعضٍ من حصتهم الغذائية لحماية الصغار من نقص الغذاء في حالة انعدام الأمن الغذائي. كما أظهر البحث وجود تمييز ضد الفتيات حيث تستهدف عملية الحماية من نقص الأغذية الصبيان وقد واجه 41% من الفتيات بالأسر التي تعاني نقصاً شديداً في توافر الغذاء انعدام الأمن الغذائي مقارنة بنسبة 20% من الصبيان داخل أسر تعاني نقصاً شديداً في توافر الغذاء.

#### عدم وجود اختلاف في الأمن الغذائي بين الأسر التي تعولها إناث وذكور ضمن المجموعة العرقية من السكان الأصليين في بنجلاديش
توصل أحد الأبحاث بشأن مجموعات عرقية من السكان الأصليين في بينغال إلى عدم وجود اختلاف ملحوظ في الأمن الغذائي بين الأسر التي تعولها الذكور والإناث داخل هذه المجتمعات. وقد تناقضت هذه النتيجة مع الحكم العام بأن «الأسر التي تعولها النساء معرضات بشكل متزايد إلى انعدام الأمن الغذائي»
يُمكن عدم وجود قيود ثقافية واجتماعية على المرأة مثل اتاحت مشاركتهم بالقوى العاملة، من اعتبار أنفسهن ينعمن بالأمن الغذائي وذلك بخلاف المجتمعات التي تكون الأعراف السلطوية بها راسخة وبها عدد من القيود المفروضة على النساء.  
وفي المقابل تظهر دراسة أخرى بالمناطق الريفية في بنجلاديش، انتشار سوء التغذية بين الفتيات دون الفتيان. وقد استعان البحث في ذلك بمعايير هارفارد لقياس الأوزان حسب العمر والذي توصل إلى تصنيف نسبة 14,4% من الفتيات بالفئة اللائي يعانين بشده من سوء التغذية وبما لا يزيد عن 5,1% من الصبيان وهو ما يظهر ممارسات التغذية التفضيلية لصالح الفتيان والمتحيزة لنوع الجنس.     

#### الأمهات غير المتزوجات البدينات في الولايات المتحدة الأمريكية
لا يظهر ضعف المستوى الغذائي في الجوع وقلة وزن الجسم فحسب، بل في زيادة الوزن أيضاً. ويرتبط ضعف الأمن الغذائي بالزيادة المفرطة في الوزن "واكتساب 5 أرطال أو ما يزيد على ذلك في مدة عام ولكن فيما بين النساء فحسب" كما "يرتبط المستوى الغذائي المتدني للغاية بنحافة الجسم، ولكن مرة أخرى فيما بين النساء فقط وذلك طبقاً لعدد من الدراسات التي تظهر الرابط بين ضعف الأمن الغذائي واختلافات النوع.
وقد أجريت دراسة تجريبية بين الأمهات وغير الأمهات في الولايات المتحدة الأمريكية لفهم العلاقة بين «الأمومة» واكتساب النساء للوزن. توصل البحث إلى ارتباط ذو دلالة إحصائية بين «الأمومة» «وانعدام الأمن الغذائي» حيث تخاطر نسبياً الأمهات الوحيدات مقيدات الدخل، صحتهن الفردية وذلك بالتنازل عن تناول وجبات الطعام وتناول القليل من الكميات أو أطعمة عالية السعرات ولكن فقيرة في المواد الغذائية بهدف توفير الأمن الغذائي لأطفالهن، وتوازياً مع متطلبات التوقعات التقليدية والقواعد الاجتماعية المتعارف عليها بالنسبة لهن.   

## الاستقرار
يشير الاستقرار إلى الحصول الملائم للسكان والأسر أو الأفراد على الطعام بشكل مستقر وعلى مدار الوقت. وقد يؤثر كلا من الصدمات والأحداث الدورية في مدى الاستقرار بطريقة سلبية. تؤدي حدود إمكانية الحصول على موارد والاهتمام المتزايد والأعباء الزمنية وسلطة النساء المتدنية في اتخاذ القرارات والناتجة عن القواعد المجتمعية على أساس الجنس إلى خبرات متفاوتة من آليات عدم الاستقرار والتصدي له.

### التغيُر المناخي

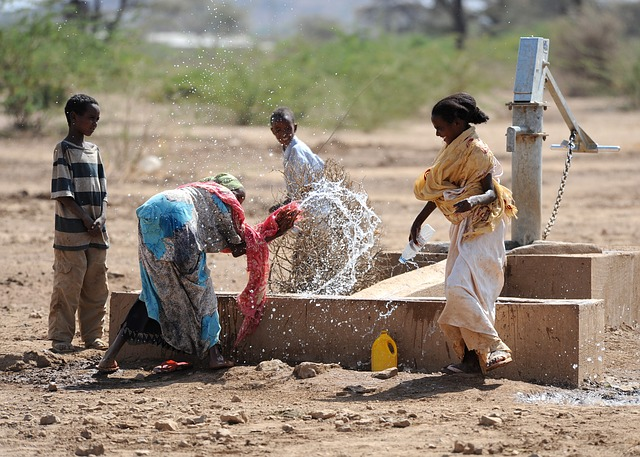
نساء وفتيان عند بئر في إثيوبيا

تشير نتائج الأبحاث إلى أنه سيترتب على الأدوار المرتبطة بنوع الجنس في المجتمع وإمكانية الوصول إلى الموارد على أساس الجنس، حدوث تأثيرات متفاوتة فضلاً عن وضع استراتيجيات تصدي وتكيُف مع ذلك والتي يستطيع النساء والرجال عن طريقها مواجهة تغير المناخ. وستشعر النساء كمنتجات بقلة المحاصيل الزراعية بشكل غير متكافئ، نظراً لتمثيلهن الحصص المتزايدة لصغار المزارعات والعمل بالأراضي الزراعية المهمشة. وإضافة إلى ذلك، يتحدد بشكل متزايد إمكانية حصول النساء على الموارد والمعلومات، فعلى سبيل المثال، تم تحذير صيادو الأسماك بشأن ظاهرة إل نينو في حين لم تُحذر النساء من هذه الظاهرة. كما تقل إمكانية حصول النساء، في الأقاليم المعرضة للجفاف بالهند، على المعلومات والخدمات الزاعية من أجل التكيف مع تغير المناخ وتختلف استراتيجيات التصدي تبعاً للجنس؛ فغالباً ما تبحث النساء عن أجور العمل المحلية بينما يتجه الرجال إلى الهجرة. وعادةً ما تتحدد إمكانية التنقل جغرافياً بالنسبة للنساء ويتركن لتولي مسئولية أعباء العمل الإضافية التي كان يضطلع بها الرجال سابقاً، بعد أن يهاجرون. وتنشأ احتمالية شعور المستهلكات بتزايد الأسعار بشكل واضح نتيجة لانخفاض القوة الشرائية وعدم المساواة في سلطة التفاوض داخل الأسر. ومن بين الأسباب الأخرى للآثار المتفاوتة هي توزيع العمالة داخل الأسر؛ فقد يضع تغير المناخ وندرة المياه والحطب والتأثيرات السلبية على صحة الأطفال والمعالين الآخرين قيود إضافية على وقت الإناث. كما تفتقر النساء عادة إلى سماع أصواتهن في اتخاذ القرارات سواء على المستوى المحلي أو الدولي، إلا أن تغير المناخ قد يكون أيضاً إحدى الفرص لإعادة نقاش الأدوار الاجتماعية المحددة لكل نوع فضلاً عن تمكين المرأة.

### صدمات أسعار المواد الغذائية
تواجه الأسر الفقيرة المزيد من الخطر نتيجة ارتفاع أسعار الغذاء وزيادة تقلب الأسعار، حيث أن مصروفات الطعام تستهلك جزء كبير من دخلهم، وتبلغ نسبة الفقر المدقع في بنجلاديش 67%. وتعد نسب المعالين المرتفعة والتمييز بين الأمور الأخرى مثل التوظيف والحصول على أرض وعمليات التحول الاجتماعي التي تجعل الأسر التي تعيلها نساء عرضة للتأثر من ارتفاع أسعار الطعام. وفي بنجلاديش، وجد 38% من الأسر التي تعولها نساء مقارنة بنسبة 23% من الأسر التي تعولها الرجال يعانون من انعدام الأمن الغذائي في 2009 كما تأثرت الأسر التي تعولها نساء في إثيوبيا إلى حد كبير بأزمة أسعار الغذاء العالمية بين عامي 2007 إلى 2008. كما تضررت العاملات بشدة في بنجلاديش بقطاع المنسوجات بسبب أزمة أسعار الغذاء عام 2008 حيث  لما تتساوى أجورهم مع ارتفاع الأسعار. كما توصل المعهد الدولي لبحوث السياسات الغذائية IFPRI إلى أنه لم يوجد إلا بلدان قليلة اضطلعت باستحداث شبكات حماية استجابة لأزمة الغذاء، ونادراً ما وجهت هذه الشبكات لمعالجة المشكلات التي تواجه النساء. تعمل النساء داخل الأسر كوسيلة امتصاص للصدمات وذلك عن طريق زيادة أعباء عملهن وتقليل استهلاكهن. وتكون النساء الحوامل تحديداً معرضة للخطر مع انعكاس التداعيات السلبية على طموحاتهم وطموحات أطفالهن المستقبلية وعادة ما تكون الفتيات هن من يخرجهن من المدارس مباشرة.           

### الأزمة المالية والاقتصادية
اختلفت آثار الأزمات السابقة بما في ذلك الأزمة المالية الأسيوية لعام 1997 والأزمة الاقتصادية في المكسيك عام 1994 والإصلاحات الهيكلية في أفريقيا بحسب النوع. وقد أعيد هذا النسق أيضاً في الأزمة المالية الأخيرة لعام 2007 و2008، فعلى سبيل المثال، استهدفت الولايات المتحدة الأمريكية توجيه الرهون العقارية عالية المخاطر للأسر التي تعولها نساء على الرغم من أنهن غالباً أول من يفصلن عن العمل. وفي أحد استطلاعات الرأي العالمية، وافق 40% من المستجيبين على حصول الرجال على المزيد من حقوق التوظيف في حالة ندرة هذه الفرص. وفي آسيا، تم تمثيل المرأة بشكل زائد في قطاعات التصدير والمهن التي تتطلب مستوى منخفض من المهارات وتعطي أجور متدنية فضلاً عن القطاعات غير الرسمية وبالتالي شعرن بشكل متزايد بشدة الأزمة. وعلاوة على ذلك، يرجح تزايد ساعات العمل وانخفاض أجور الباقون في العمل. وعلى الرغم من ندرة البيانات المصنفة حسب النوع، إلا أن الأبحاث تشير إلى أنه نتيجة للأزمة الآسيوية بين عامي 1997 إلى 1999، تراوح ارتفاع نسب فقر الدم عند الأطفال بين 50% إلى 65% ومن 15% إلى 19% لدى الأمهات في إندونسيا، في حين تزايد فقر الدم عند الأمهات بنسبة 22% في تايلند.

### الصراع والكوارث الطبيعية
يعد النوع والعمر أهم محددان لتأثيرات الصراع والكوارث الطبيعية على الأفراد فتتزايد احتمالية إزاحة المرأة وقد ساعدت مهمة الإناث في جمع الحطب في تعرضها للاغتصاب وقد تضعف الفوضى والمليشيات المحلية أو المسافات المساواة في إمكانية الحصول على المعونات الغذائية عقب الأزمة. إضافة إلى ذلك، تزيد احتمالية الوفيات لدى الرجال نتيجة لنشأة أحد الصراعات أو بسبب الهجرة ويتركن نساءهن مسئولات عن تدبير شئون الأسرة الأمر الذي يزيد من حجم الأعباء على كاهل المرأة. أظهرت تجارب البلد بالصومال تزايد مساهمة النساء لدخل الأسرة أثناء حدوث صراعات فضلاً عن تأثيرهم في اتخاذ القرار. ومن بين المشاكل الأخرى، عدم قدرة النساء أثناء حدوث الصراعات طلب ملكية الأرض المملوكة سابقاً لأزواجهن وفي كمبوديا تم تسليم النساء الأراضي الهامشية في عملية إعادة توزيع عقب انتهاء الصراع، ويرجع ذلك بشكل جزئي إلى احتمالية ارتفاع نسبة الأمية بينهن. وعلى غرار ذلك، فقد وُجدت الكوارث الطبيعية التي تنجم عن التغير المناخي أو عوامل أخرى أنها تحمل النساء أعباء اهتمام إضافية بعد وقوع الكارثة، بينما يقلل القيد على تحركهن من الحصول على فرص العمل خارج المنزل ومن نطاق وعيهن باستراتيجيات المواجهة. وبخاصة في المجتمعات التي تعاني من اللامساواة، فإمكانية الحصول المحدودة على الموارد يفاقم من سرعة تأثر النساء بالكوارث الطبيعية.

## النوع الاجتماعي وسياسة الأمن الغذائي العالمي
ظهرت الكثير من التعاونيات الرزاعية صغيرة النطاق التي تركز على المرأة في الدول النامية بهدف تلبية هذه الاحتياجات عن طريق جمع الموارد وتأسيس اقتصاديات الحجم الكبير وصياغة قدرة تفاوضية ضخمة مجمعة خاصة بالموارد وحقوق تملك الأرض وإمكانية الوصول إلى السوق وأحد هذه المشروعات الزراعة الحضرية هو مشروع مزراعي المنزل في كيب تاون بجنوب إفريقيا والذي يوفر التدريب والسماد العضوي وإعداد نظام الري وصيانته فضلاً عن مبلغ 150 راند أي ما يعادل 15 دولار لكل مشارك. ويعد معظم المشاركين من النساء، وطبقاً لليزوي ستوفلي التي تتولى تدريب المزارعين الجدد "يرجع السبب الذي يجعل النساء تولي مسئولية أغلب حدائق التجمعات السكنية إلى أنهم يردن أخذ المزيد من الخضروات إلى منازلهن لإطعام أطفالهن. الرجال لا يريدون إلا جني الأموال.
كما يتعين الأخذ في الاعتبار عوامل الاقتصادات الكلية مثل ظهور سياسات الرأس مالية التحررية الجديدة المفروضة عبر إجماع واشنطن والذي يتضمن برامج الإصلاح الهيكلية وإجراءات تقشفية فضلاً عن التأكيد على توسيع نطاق التجارة الموجهة نحو التصدير على نفقة صغار المنتجين والتنمية الريفية. وقد أورد مركز القيادة العالمية للمرأة في عام 2011 أن التوقعات بهذا التحول الاقتصادي التي قد تزيد من الإمدادات الغذائية على الصعيد العالمي نتجت عن تقوية الشركات عبر الوطنية الفعالة وذلك بالإعانات الحكومية المكثفة في حين تداعى الأمن الغذائي حيث «سحبت البلدان النامية استثمارتها في الزراعة والتنمية الريفية، الأمر الذي أدى إلى تدهور في سعتهن الإنتاجية طويلة المدى وتحويلهن إلى مستوردات للأغذية فقط.»

### قضايا السياسات العامة
لم يتم الالتفات سابقاً إلى الموائمة بين الجنسين في الزراعة ضروري لسياسات التنمية في البلدان النامية. يشهد الباحثون ومقدمو المعونة وصانعو السياسات مدى أهمية دور نوع الجنس في البرامج الزراعية وكيف يمكن استخدامها لتحسين الانتاجية. ولذا، توجد حاجة ماسة إلى تناول القضايا التي تؤثر في المرأة وتوظيف الخبرات الخاصة بمجموعات النساء بصفتهن معاونين أكفاء في تحسين الانتاجية الزراعية. وتشكل المرأة وفق الدليل الخاص بالجنسانية في قطاع الزراعة، ما يربو على 50 بالمائة من القوة العاملة ويشتركون في إنتاج الطعام بمقدار الثلاثة أرباع في إفريقيا جنوب الصحراء الكبرى إلا أن أغلب سياسات التنمية تتجاهل الفروق بين الجنسين والإخفاق في إدماج دور المرأة بصفتهن منتجات يزيد من تفاقم الوضع.       
يوضح تقرير منظمة الأغذية والزراعة بعنوان وضع الأغذية والزراعة بين عامي 2010 إلى 2011 وتقرير التنمية العالمية الصادر عن البنك الدولي لعام 2012، إنتاجية المرأة في قطاع الزراعة بالدول النامية. كما يركز تقرير منظمة الفاو على ضرورة التعجيل بتضييق فجوة التمييز بين الجنسين عند الحديث عن الموارد الزراعية والتعليم والتوسع والخدمات المالية وأسواق العمل التي تمنع المرأة من إمكانية المشاركة بها. ويلقي الضوء كذلك على الحاجة إلى زيادة الاستثمار في توفير العمالة وآليات تعزيز الانتاجية إضافة إلى إنشاء بنية تحتية جيدة من أجل تمكين مشاركة المرأة في المزيد من الأنشطة الانتاجية التي تحفز من دخولها بأسواق عمل ريفية تتسم بالعدل والمرونة والكفاءة.
ويؤكد تفرير التنمية الدولية لعام 2012 تأكيداً شديداً على أن تضييق الفجوة سيؤدي إلى تعزيز الانتاجية والتعريف بالمجالات بحيث تستطيع السياسات العامة التطرق إلى القضايا المتعلقة بالفجوة بين الجنسين مثل تعليم الفتيات حالات الوفاة الزائدة بين الإناث وخفض معدل الفقر بين الرجال والنساء وتحسين إمكانية النساء في الحصول على الفرص الاقتصادية ودفع جداول أعمال المرأة إلى الدائرة العامة والتثبيط من محاولات انتشار عدم المساواة بين الجنسين بين الأجيال المستقبلية.
أصبحت المنظمات التنموية الرئيسية ومقدمو المساعدات الآن تدرج البعد المتعلق بنوع الجنس ضمن برامجهم وبهياكل برامج الرصد الخاصة بهم. على سبيل المثال، وجدت إستراتيجية النوع لمنظمة الأغذية والزراعة إدراج السياسة العامة للمنظمة بشأن المساواة بين الجنسين لعام 2013، تخصيص 30 بالمائة من العمل والميزانية التشغيلية الخاص بمنظمة الأغذية والزراعة على المستويين الدولي والإقليمي بتدخلات لصالح المرأة المستهدفة بحلول عام 2017 وتصنيف كافة البيانات بكل قاعدة بيانات إحصائية لمنظمة الأغذية والزراعة تبعاً للنوع. ومن الأمثلة الأخرى، مؤشر الزراعة لتمكين المرأة التي وضعته حكومة الولايات المتحدة الأمريكية الخاص ببرنامج «الغذاء للمستقبل» والذي يهدف إلى تقليل الفقر وانعدام الأمن الغذائي. ويقيم المؤشر المؤشرات المختلفة لتمكين المرأة كما يقارن النتائج الصادرة عن هذه المؤشرات على مدار مدة من الزمن من أجل تقييم ما إذا نتج التمكين عن «الغذاء للمستقبل» والذي يجرى في 19 دولة من الدول المستهدفة.

### السياسات المقترحة
يتعين ألا تتركز السياسات والبرامج على تحسين إنتاجية النساء ومعيشتها فحسب، ولكن ينبغي أن تكون معنية بتمكين النساء داخل أسرهن ومجتمعاتهن، وذلك بهدف تقليل الفجوة بين الجنسين في الزراعة. كثيراً ما تحرم المرأة من إمكانية الحصول على أصول ملموسة مثل الأرض والري والأدوات والتكنولوجيا فضلاً عن الأصول غير الملموسة مثل رأس المال المالي والبشري والاجتماعي.

#### الأرض
يمكن أن يستفيد التشريع الخاص بإرث الأرض من الإصلاحات التي تهدف إلى دعم حقوق ملكية المرأة فعلى سبيل المثال، عُدل قانون الإرث لدى الهندوس (تعديل) لعام 2005  لإزالة البنود التي اعتبرت تمييزية ضد المرأة. وعلى الرغم من ذلك، فيتعين التطرق لمثل هذه الإصلاحات مع مراعاة الحذر حيث يتم تطبيق الحقوق العرفية المتعلقة بالأراضي وعادات الوراثة تطبيقاً قوياً في المجتمعات الريفية إذ من غير الممكن تطبيقها بطريقة محايدة من حيث الجنس. ولذا، فيتعين على واضعي السياسات دمج هذا العامل وضمان تطبيق آليات فعالة مناسبة من أجل ضمان تنفيذ القانون بصورة متساوية بين جميع المجالات.

#### الأدوات والتكنولوجيا
تعد إمكانية الوصول إلى التكنولوجيا والأدوات أحد الأمور الضرورية في تحسين دور النساء المنتجات، وذلك لعدم امتلاك المرأة في بعض الحالات الوسائل المالية لشراء الأدوات وفي حالات أخرى، ربما لا يسمح لهم امتلاك الأدوات أو استخدامها اجتماعياً. ويتعين أن تدمج السياسات المحدِثة للتحولات من ناحية النوع احتياجات المرأة عند تصميم السياسات العامة.   

#### تمويل المشاريع الصغيرة
كثيراً ما تعتمد النساء الريفيات على تمويل المشاريع الصغيرة للحصول على ائتمان، إلا أن هذه الآلية قد يتم تعديلها لتلبية احتياجات الأخرين كسداد المدفوعات واستلامها على سبيل المثال، عبر الهواتف المحمولة أو السماح للنساء بالمشاركة في الأسواق من أجل شراء مستلزمات وبيع إنتاجهن. ويعد هذا النظام ضروري للنساء اللائي يعشن في المجتمعات حيث تتقيد حركتهن.

#### الخبرة الزراعية
يتعين أن تتطرق سياسات عدم التفرقة بين الجنسين أيضاً إلى حاجز مهم، وهو إمكانية وصول النساء إلى خدمات الإرشاد الزراعي. كما يمكن أن تتضمن السياسات المحدِثة للتحولات خبراء من الإناث أو مجموعة قائمة على تقديم آليات بحيث تدمج شرح مفهوم الوصمة الاجتماعية عن التعامل مع الجنس الآخر. ومن الممكن أن تدعم هذه السياسة فكرة عمل النساء كمزارعات وتلبية احتياجاتهم في الحصول على المعلومات.
ويعد مؤشر الزراعة الخاص بتمكين المرأة WEAI هو الإجراء الأول الذي يجسد مستويات تمكين المرأة بالقطاع الزراعي وإدماجها به بشكل مباشر. يضع المؤشر خمسة عوامل ليكونوا مؤشر للتمكين الكلي للمرأة ضمن قطاع الزراعة:
- اتخاذ القرارات بشأن الإنتاج الزراعي.
- القدرة على التحكم في الموارد الإنتاجية مثل الأرض والماشية.
- اتخاذ القرارات بشأن الدخل.
- اكتساب دور القيادة في المجتمع.
- الاستفادة من الوقت.

تعتبر المرأة لها كافة الصلاحيات إذا حققت ما لا يقل عن 4 عناصر بصورة ملائمة. ويعمل المؤشر على مستوى البلد أو المستوى الإقليمي، بحيث يعمل مع البيانات الفردية للرجال والنساء داخل الأسر ذاتها. تهدف المؤشرات التي تراعي الاعتبارات من حيث النوع مثل مؤشر WEAI إلى مساعدة الحكومات والدارسين والمنظمات بهدف اتخاذ القرارات المدروسة والمستنيرة الخاصة بسياسة الأغذية والنوع بجداول الأعمال الإقليمية المحددة. وقد يؤدي الوعي بشأن النوع في صناعة السياسة إلى قرارات تدعم مجهودات المرأة الفردية، والتعاونيات الزراعية، وقوانين إصلاح الأراضي، وتقليل القيود على السوق، وإتاحة القدر الكافي من إمكانية الوصول إلى السوق الدولي، وتوفير الدورات التدريبية والمستلزمات المستهدفة.             